# Демченко, Анатолий Тимофеевич
Анатолий Тимофеевич Демченко (род. 27 февраля 1945) — доктор технических наук (1987), профессор (1988), академик Академии транспорта (1991), действительный член Международной Академии информатизации (1994), ректор Российского государственного открытого технического университета путей сообщения (1985—2007).

## Биография
Родился 27 февраля 1945 года.

## Образование и деятельность
- Основал научную школу разработки новых типов контактных сетей для транспорта[1]
- Является автором и основным разработчиком принципиально нового типа контактной сети — пространственно-ромбовидной автокомпенсированной контактной сети (ПРАКС). Разработка её была начата в 70-х годах, внедрение начиналось в 1980-х на Меградзорском тоннеле, затем — на самом длинном тоннеле в России Северомуйском, в настоящее время применяется на Московской, Октябрьской и Северо-Кавказской железных дорогах.[1]
- Опубликовано более 140 статей и научных работ, получено более 40 авторских свидетельств, патенты Италии, Франции, Англии, Германии и Японии.[1]

## Награды и звания
- Почётный железнодорожник (1986)